# Kanton Bulgnéville
Bulgnéville is een voormalig kanton van het departement Vogezen in Frankrijk. Het kanton maakte deel uit van het arrondissement Neufchâteau tot het op 22 maart 2015 werd opgeheven en de gemeenten werden opgenomen in het aangrenzende kanton Vittel.

## Gemeenten
Het kanton Bulgnéville omvatte de volgende gemeenten:
- Aingeville
- Aulnois
- Auzainvilliers
- Belmont-sur-Vair
- Bulgnéville (hoofdplaats)
- Crainvilliers
- Dombrot-sur-Vair
- Gendreville
- Hagnéville-et-Roncourt
- Malaincourt
- Mandres-sur-Vair
- Médonville
- Morville
- Norroy
- Parey-sous-Montfort
- Saint-Ouen-lès-Parey
- Saint-Remimont
- Saulxures-lès-Bulgnéville
- Sauville
- Suriauville
- Urville
- La Vacheresse-et-la-Rouillie
- Vaudoncourt
- Vrécourt